# Giuliana
Giuliana település Olaszországban, Szicília régióban, Palermo megyében. Lakosainak száma 1683 fő (2023. január 1.). Giuliana Caltabellotta, Chiusa Sclafani, Sambuca di Sicilia, Bisacquino, Contessa Entellina és Campofiorito községekkel határos.

## Népesség
A település lakossága az elmúlt években az alábbi módon változott:
| Lakosok száma | 1904 | 1860 | 1683 |
|               | 2017 | 2018 | 2023 |